# Catecolo 2,3-diossigenasi
La catecolo 2,3-diossigenasi è un enzima appartenente alla classe delle ossidoreduttasi, che catalizza la seguente reazione:
catecolo + O2 ⇄ 2-idrossimuconato semialdeide
L'enzima richiede Fe+2. L'enzima del ceppo O-1 di Alcaligenes sp. ha dimostrato di catalizzare anche la reazione
2,3-diidrossibenzenesulfonato + O2 + H2O ⇄ 2-idrossimuconato + bisolfito
ed è stato identificato come 2,3-diidrossibenzenesulfonato 2,3-diossigenasi. Saranno necessarie ulteriori ricerche per dimostrare se si tratta di un enzima diverso.